# Bruchophagus hedysari
Bruchophagus hedysari är en stekelart som beskrevs av Lidia Ivanovna Fedoseeva 1956. Bruchophagus hedysari ingår i släktet Bruchophagus och familjen kragglanssteklar. Inga underarter finns listade.